# Chorbischof
Ein Chorbischof oder Chorepiskopos (von altgriechisch Χωρεπίσκοπος chorepískopos ‚Landbischof‘) war ursprünglich ein Landbischof ohne Diözesansprengel, meist mit der Verwaltung eines Bistumsteils (z. B. Archidiakonat) betraut. Etwa ab dem 9. Jahrhundert wurde das Amt zum reinen Ehrentitel der Archidiakone, ohne Bischofsweihe. In den altorientalischen Kirchen gibt es die ursprüngliche Form von Erzpriestern mit bischöflicher Weihe weiterhin. In der römisch-katholischen Kirche entspricht dem Chorbischof hinsichtlich seiner Aufgaben der heutige Weihbischof.

## Alte Kirche
Chorbischof war eine Bezeichnung für den Bischof des Landes (altgriechisch χωρα) im Gegensatz zum Bischof einer Stadtgemeinde.
Bereits im 3. Jahrhundert hatte der Chorepiskopos eine Funktion als Landbischof (Bischof auf dem Land) für die Weihe der Lektoren und für die Entscheidung der Rechtsfragen inne; er war dem jeweiligen Stadt- und Metropolitanbischof unterstellt.
Der Begriff Chorbischof wurde zuerst in den Synodalkanones des 4. Jahrhunderts erwähnt; dort wollte man dieses Amt zurückdrängen und seine Abhängigkeit von den Stadtbischöfen betonen. Der Kanon 6 der Synode von Serdica verbietet es, Bischöfe einzusetzen, wenn Priester in kleinen Städten und Dörfern ausreichen.

## Lateinische Kirche

Porträtstich des Trierer Chorbischofs Hugo Friedrich von und zu Eltz (1597–1658). In der Textkartusche u. a. der Titel Chori Episcopus

Aus vielen Quellen ist vom 6. bis zum 18. Jahrhundert der Titel „Chorbischof“ u. a. in bayerischen Diözesen, in Trier, Langres usw. bezeugt. Unter einem Chorbischof (lateinisch episcopus missus) verstand man bis etwa zum 9. Jahrhundert einen untergeordneten Bischof ohne festen Amtssitz. Das lateinische Wort missus bezeichnet dabei dessen Stellung als Beauftragter. Von der Bezeichnung seines Auftrags (lateinisch missio) leitet sich das Wort Mission ab.
Bei der Karantanenmission am Ende des 8. und zu Beginn des 9. Jahrhunderts scheinen Chorbischöfe als Missionare eine wichtige Rolle gespielt zu haben. Schon im Jahre 798 erteilte der König dem Salzburger Erzbischof Arno die Weisung, zu den Karantanen und zu den Awaren Missionare zu senden. Die Salzburger „Bekehrungsgeschichte“ berichtet, dass Unterpannonien – das Gebiet zwischen der Raab, Donau und Drau – dem Salzburger Bistum als Missionsland übertragen wurde. Um 799 sandte Erzbischof Arno den Chorbischof Deoderich nach Karantanien (Kärnten) mit dem Auftrag, auch Pannonien als Sprengel des Erzbistums zu missionieren.
Im Frankenreich wurde der Titel Chorbischof etwa ab dem 9. Jahrhundert nur noch für die Inhaber der Archidiakonate einer Diözese verwendet, ohne dass sie eine Bischofsweihe besaßen. Es war ein allmählicher Prozess, sodass es anfangs Chorbischöfe alter Ordnung (mit Bischofsweihe) und solche neuer Ordnung (ohne Bischofsweihe) nebeneinander gab. Die Trierer Provinzialsynode vom 1. Mai 888 in Metz, bestätigte einen älteren Beschluss, wonach Kirchen, die von Chorbischöfen geweiht worden waren, noch einmal vom Ortsbischof konsekriert werden müssten, um eine rechtsgültige Weihe sicherzustellen. Daraus lässt sich schließen, dass die Chorbischöfe der Trierer Kirchenprovinz damals bereits regelmäßig keine Bischofsweihe mehr besaßen, landläufig jedoch noch als (Unter)-Bischöfe angesehen wurden und auch entsprechend auftraten. Das Erzbistum Mainz war mit dieser Regelung nicht einverstanden und rief 888 Papst Stephan V. um Unterstützung an. Allerdings gab es auch hier ab dem 10. Jahrhundert keine Chorbischöfe älterer Ordnung mehr.
Der Ehrentitel des Chorbischofs für einen Archidiakon hielt sich in vielen Bistümern bis zur Säkularisation, Anfang des 19. Jahrhunderts. Aus dem 18. Jahrhundert stammt folgender Beleg: Heinrich Ferdinand von der Leyen zu Nickenich († 8. Mai 1714) ist im Dom zu Mainz beigesetzt, in seiner Grabinschrift findet sich der Titel „Chorbischof“. 1807 starb in Bruchsal der Freiherr Christian Franz von Hacke als letzter Ober-Chorbischof des alten Erzbistums Trier.

## Syrisch-Orthodoxe Kirche
In der Syrisch-Orthodoxen Kirche hat die Heilige Synode 1998 festgelegt, das in einigen Diözesen seit einem Jahrzehnt außer Kraft getretene Gesetz über die Ordination eines Chorepiskopats wieder einzuführen. Dabei soll ihm kein Amt angetragen werden; ebenso wenig erfolgt damit eine Ernennung zu einem Bischof, gleichwohl eine begrenzte Verleihung einer bischöflichen Würde. Der Chorepiskopos soll lediglich ranghöchster Priester seiner Stadt, vornehmlich ländlichen Region, sein. Oftmals erfolgt die Ernennung mit der Bestellung zu einem Patriarchalvikar.
Die äußeren Insignien sind ein Brustkreuz und ein Taillenbund in Lila. Das während eines Gottesdienstes angelegte Gebetsgewand („Gulto“) hat innenseitig die Farbe Lila.

## Armenisch-Apostolische Kirche
Der Chorepiskopos wird in der Armenisch Apostolischen Kirche als „Aufseher der Eparchie“ angesehen.

## Griechisch-Orthodoxe Kirche
In den orthodoxen Kirchen mit byzantinischem Ritus (griechisch-orthodoxe Kirche, russisch-orthodoxe Kirche usw.) ist Chorbischof (Χωρεπίσκοπος) oder Koadjutor die Bezeichnung für das höchste Amt in einem Teilbereich (Vikariat, o. ä.) einer Eparchie (Bistum).

## Chorbischof als Ehrentitel
Der Titel „Chorbischof“ wird heute durch verschiedene Ostkirchen verdienten Priestern des eigenen oder eines fremden Ritus ehrenhalber verliehen.